# South African Secret Service
Le South African Secret Service (SASS, services secrets de l’Afrique du Sud) est le service de renseignement sud-africain responsable des renseignements non militaires à l'extérieur du pays.
Le SASS fut fondé en 1995 juste après la chute du régime de l'apartheid par l'Intelligence Act de 1994.
Il reprend les attributions du National Intelligence Service (NIS) en matière de sécurité extérieure, tandis que la National Intelligence Agency (NIA) reprend celle en matière de sécurité intérieure. 
Le SASS s’occupe actuellement principalement de la surveillance de la mouvance islamiste et des mercenaires sud-africains en Afrique et en Irak[réf. nécessaire].

## Organisation
Avant 2009, le SASS était une organisation autonome membre du Comité national de coordination du renseignement (NICOC).
Depuis 2009, les services de renseignement extérieur sud-africains sont désormais une division de la State Security Agency, dite foreign branch. Ils conservent toutefois leur propre directeur de branche.

## Directeurs
- 1995 – 1996 : Mike Louw[1]
- 1996 – 1999 : Billy Masetlha[1]
- 1999 – 2009 : Hilton Dennis[1]
- 2009 – 2012 : Mo Shaik[2] (« foreign branch » du SSA)
- 2012 – 2013 : Simon Ntombela (directeur par intérim) (« foreign branch » du SSA)
- 2013 – aujourd'hui : Batandwa Siswana (« foreign branch » du SSA)